# 驷歂
驷歂（？—？），姬姓，驷氏，名歂，字子然，谥庄，是驷乞的儿子，郑国的卿。

## 生平
前502年，驷歂继承子太叔做郑国为政。前501年，驷歂杀死邓析，用他的《竹刑》。《左传》评价子然：“于是不忠。苟有可以加于国家者，弃其邪可也。《静女》之三章，取彤管焉。《竿旄》‘何以告之’，取其忠也。故用其道，不弃其人。《诗》云：‘蔽芾甘棠，勿翦勿伐、召伯所茇。’思其人犹爱其树，况用其道而不恤其人乎？子然无以劝能矣。”批评驷歂采纳邓析的主张却杀死建议者的人。